# دباشیس موخرجه
دباشیس موخرجه (انگلیسی: Debashis Mukherjee؛ زاده ۱۷ دسامبر ۱۹۴۶) یک دانشمند در زمینه شیمی و شیمی نظری اهل هند است.